# 浜田賢二
浜田 賢二（はまだ けんじ、1972年4月12日 - ）は、日本の男性声優。福岡県出身。マウスプロモーション所属。

## 来歴
1996年に江崎プロダクション付属養成所入所。1998年よりマウスプロモーションに所属。

## 人物・エピソード
アニメ、ゲーム、洋画の吹き替えを多数担当している。
役柄としては、二枚目から老人まで、やわらかく太めで演じる。
髪が長かった時代、近所の幼稚園の前を通った際に職務質問されたことがあるという。
以前はカレーが好きな食べ物であったが、今は米が好きである。料理が苦手であり、自作のカレーは美味しくなかったと語っている。
反省会は家でやるスタイル。また、「（前略）僕は頭で演技を作ってしまわないとやれないところがあるので（後略）」とも話している。

## 出演
太字はメインキャラクター。

### 劇場アニメ
1990年代
- 逮捕しちゃうぞ the MOVIE（1999年）

2000年代
- 人狼 JIN-ROH（2000年）
- WXIII 機動警察パトレイバー（2002年）
- ぼくの孫悟空（2003年、巨霊神）
- 劇場版デュエル・マスターズ 闇の城の魔龍凰（2005年、切札勝利）
- NAGASAKI 1945 アンゼラスの鐘（2005年）
- 劇場版 NARUTO -ナルト- 大興奮!みかづき島のアニマル騒動だってばよ（2006年、コレガ）
- 劇場版MAJOR メジャー 友情の一球（2008年、古賀哲也）
- 劇場版デュエル・マスターズ 黒月の神帝（2009年、切札勝利）

2010年代
- 劇場版 機動戦士ガンダム00 -A wakening of the Trailblazer-（2010年、パトリック・コーラサワー、キム中将）
- 劇場版 NARUTO -ナルト- 疾風伝 ザ・ロストタワー（2010年、油女シビ）
- とびだす絵本3D「ねずみくんのチョッキ」（2010年、ぞうさん）
- おぢいさんのランプ（2011年、巳之助の息子）
- 星を追う子ども（2011年、僧兵隊長）
- 神秘の法（2012年、ゴドム長官C）
- 伏 鉄砲娘の捕物帳（2012年、大角）
- 劇場版 花咲くいろは HOME SWEET HOME（2013年、四十万縁）
- キャプテンハーロック -SPACE PIRATE CAPTAIN HARLOCK-（2013年、官領）
- 宇宙戦艦ヤマト2199 星巡る方舟（2014年、キチェ・トールギン）
- BUDDHA2 手塚治虫のブッダ -終わりなき旅-（2014年）
- アキの奏で（2015年、吉岡道夫）
- 劇場版 黒子のバスケ LAST GAME（2017年、木吉鉄平）
- 劇場版ポケットモンスター みんなの物語（2018年、研究員）
- 映画 ドライブヘッド〜トミカハイパーレスキュー 機動救急警察〜（2018年、車田ジョー）
- モンスターストライク THE MOVIE ソラノカナタ（2018年、シンドバッド）
- 映画コラショの海底わくわく大冒険!（2019年、いけのカンがえる）
- ONE PIECE STAMPEDE（2019年、キラー）
- Gのレコンギスタ I 行け！コア・ファイター（2019年、士官）

2020年代
- 劇場版 SHIROBAKO（2020年、山田昌志）
- 思い、思われ、ふり、ふられ（2020年）
- ジョゼと虎と魚たち（2020年）
- アイの歌声を聴かせて（2021年、野見山）
- 映画 オッドタクシー イン・ザ・ウッズ（2022年、ドブ）
- アイカツ！ 10th STORY 〜未来へのSTARWAY〜（2023年、舞台監督）
- 劇場版 鬼滅の刃 無限城編 第一章 猗窩座再来（2025年、童磨の父）

### OVA
1990年代
- ジオブリーダーズ 魍魎遊撃隊 File-X ちびねこ奪還（1998年、ヘリの操縦士）
- 真ゲッターロボ 世界最後の日（1998年、パイロットB、男）
- 超機動伝説ダイナギガ（1998年、男子生徒B）
- 超神姫ダンガイザー3（1999年 - 2001年、高官）

2000年代
- 銀河英雄伝説外伝 螺旋迷宮（2000年、ブット）
- 銀河英雄伝説外伝 決闘者（2000年）
- 炎のらびりんす（2000年、一番手、男A）
- 本当は恐ろしい童話シリーズ 世にも恐ろしい日本昔話「かちかち山」（2000年、町民C、通行人C）
- 本当は恐ろしい童話シリーズ 世にも恐ろしい日本昔話「浦島太郎」（2000年、客B、男C）
- まんがビデオ 墓場鬼太郎（2001年、ドライバー）
- グリーングリーン（2002年、天神泰三）
- メモリーズオフ OVA 黄金の海〜みなも編〜（2002年）
- 天上天下 ULTIMATE FIGHT（2005年、天狗）
- ゾイドジェネシス レ・ミィ×コトナ Reflections（2006年、ユウロ）
- マリア様がみてる（2006年、福沢祐一郎）
- 独白するユニバーサル横メルカトル Egg Man（2009年、看守）

2010年代
- デッドマン・ワンダーランド（2011年、暁雷）
- 魚介類 山岡マイコの友 茹田蟹幸（2012年、強盗）
- 輪廻のラグランジェ（2012年 - 2014年、中泉浩） - 3シリーズ
- 波打際のむろみさん（2013年、川端くん） - コミックス第9巻DVD付特装版
- 十三支演義 〜偃月三国伝〜 外伝 幽州幻夜（2014年、公孫賛）
- ファンタジスタ ステラ（2014年、西郷政光） - コミックス第8・9巻DVD付き限定版
- デュラララ!!×2 転（2015年、狼男）
- 四月は君の嘘（2015年、有馬隆彦） - コミックス第11巻DVD付き限定版
- 進撃の巨人（2015年、分隊長） - コミックス第16巻DVD付き限定版
- クビキリサイクル 青色サヴァンと戯言遣い（2016年、逆木深夜）

2020年代
- ストライク・ザ・ブラッド（2020年 - 2022年、ブルード・ダンブルグラフ） - 2シリーズ
- 憂国のモリアーティ〜百合の追憶〜（2022年、ジョージ・キュービッド男爵）

### Webアニメ
2000年代
- 亡念のザムド（2008年、アーム、船員E）

2010年代
- モンスターストライク（2016年、シンドバッド）
- 佐賀県を巡るアニメーション「ただいま 思い出の佐賀」（2017年、古賀）
- マウスどうぶつえん（2017年 - 、バセットハウンドのけんじ / マウスプロブルー）
- ソードガイ The Animation（2018年、辰巳、武装魔）
- トミカハイパーレスキュー ドライブヘッド 機動救急警察 2018（2018年、車田ジョー）
- バトルスピリッツ サーガブレイヴ（2019年、デュック）

2020年代
- マウスどうぶつえん名作劇場（2020年、バセットハウンドのけんじ）
- バトルスピリッツ ミラージュ（2022年、イガム）
- スプリガン（2022年、山本所長）
- PLUTO（2023年、ユージロー）
- 陰陽師（2023年、敦美親王）

### ゲーム
1998年
- 四川風激辛麻雀

1999年
- シェンムー一章 横須賀（桜田伊知郎）
- 東京魔人學園剣風帖 朧綺譚（来須狩夜）

2000年
- 天誅 弐（龍丸）

2001年
- 鬼武者（みのおやじ、一般兵C）
- グリーングリーン（天神泰三）
- KONOHANA:TrueReport（野々村茂雄）
- シェンムーII

2002年
- アメリカ横断ウルトラクイズ（マップ案内、第2問以降の問題読み上げ）
- 鬼武者2（みのおやじ、ゴーガンダンテス）
- グリーングリーン 〜鐘ノ音ロマンティック〜（天神泰三）
- 此花2 〜届かないレクイエム〜（松井吾郎）
- BITTERSWEET FOOLS（パレルモ、ルカ）
- ロマンスは剣の輝きII 〜銀の虹を探して〜（バガス、バルドール）

2003年
- 鬼武者 無頼伝（みのおやじ、ゴーガンダンテス）
- グリーングリーン 〜鐘ノ音ダイナミック〜（天神泰三）
- 此花3 〜偽りの影の向こうに〜（ワタル）
- 白中探険部（佐伯祐一）
- SIMPLE2000シリーズ漢のためのバイブル THE友情アドベンチャー-炎多留・魂-（瀬田通夫）
- ゾイドVS.II（コウキ・デモン）
- 天誅 参（龍丸）
- バテン・カイトス 終わらない翼と失われた海（アズダー、レイオーン、ファドロ）

2004年
- 鬼武者3（みのおやじ）
- 九龍妖魔學園紀（皆守甲太郎）
- グリーングリーン2 恋のスペシャルサマー（天神泰三）
- 幻想水滸伝IV（タル）
- 此花4 〜闇を祓う祈り〜（小早川亘）
- 3年B組金八先生 伝説の教壇に立て!（御法川実）
- ゾイドインフィニティ（コウキ・デモン）
- ゾイドストラグル（コウキ・デモン）
- 探偵 神宮寺三郎 KIND OF BLUE（富樫之彦）
- テイルズ オブ リバース（ギンナル）
- 東京魔人學園外法帖血風録（トール）
- 東京魔人學園符咒封録（来須狩夜、トール、皆守甲太郎）
- ToHeart2（図書委員長）
- 遙かなる時空の中で3（平知盛）
- 風雲 新撰組（永倉新八）
- ブラッディロア4（シェンロン）
- フルハウスキス（千堂亮）
- モンキーターンV（多尾努）

2005年
- グリーングリーン3 ハローグッバイ（天神泰三）
- God of War III
- 修業旅行〜古都迷走地図〜（春木正嗣）
- SIMPLE2000シリーズ Vol.78 THE 宇宙大戦争（アナウンサー）
- ゾイドインフィニティフューザーズ（コウキ・デモン）
- ゾイドタクティクス（コウキ・デモン）
- テイルズ オブ レジェンディア（スヴェン）
- 天誅 忍大全（龍丸）
- 遙かなる時空の中で3 十六夜記（平知盛、銀）
- 風雲 幕末伝（桂小五郎）
- 星の降る刻（松浦隆史）
- Rhapsodia（タル）

2006年
- アイシールド21 MAX DEVILPOWER!（高見伊知郎）
- 鐘ノ音ダイナティック（天神泰三）
- 九龍妖魔學園紀 re:charge SPECIALDVD 《ロゼッタ協会》 極秘ファイル皆神山の謎を追え!（皆守甲太郎）
- 遙かなる時空の中で3 運命の迷宮（平知盛、銀）
- ひめひび -Princess Days-（速水尚仁）
- PROJECT SYLPHEED（マーグラス・メイスン）

2007年
- オレンジハニー〜僕はキミに恋してる〜（白石真人）
- スターオーシャン1 First Departure（ロニキス・J・ケニー）
- セツの火（凪憲次郎）
- ひぐらしのなく頃に祭
- 翡翠の雫 緋色の欠片2（天野亮司）
- プリンセスメーカー5（毛利三十郎）
- まじしゃんず・あかでみい（ガストン・ラーハイム）
- マナケミア 〜学園の錬金術士たち〜
- 令嬢探偵〜オフィスラブ事件慕〜（佐上胡雨）

2008年
- あさき、ゆめみし（安綱）
- ARIA The ORIGINATION 〜蒼い惑星のエルシエロ〜
- いじわる My Master（リュカ）
- CHAOS;HEAD（波多野一成）
- カドゥケウス ニューブラッド（レオナルド・ベロ）
- 機動戦士ガンダム00（パトリック・コーラサワー）
- 機動戦士ガンダム00 ガンダムマイスターズ（パトリック・コーラサワー）
- スターオーシャン2 Second Evolution（ロニキス・J・ケニー、メタトロン）
- ティアーズ・トゥ・ティアラ 花冠の大地（ガイウス）
- テイルズ オブ シンフォニア -ラタトスクの騎士-（リヒター・アーベント）
- トゥルーフォーチュン（吊木博巳）
- 遙かなる時空の中で 夢浮橋（平知盛、銀）
- ひめひび -Princess Days- ぽーたぶる（速水尚仁）
- 悠久の車輪（召喚士、カサンドラ公爵）

2009年
- Under The Moon 〜クレセント〜（??? / ゼロ）
- 頭文字D Arcade Stage 5（小早川）
- SDガンダム GGENERATION（2009年 - 2025年、アイロス・バーデ、バルサム・アーレンド、パトリック・コーラサワー、マイキャラクターボイス男性9〈CROSSRAYS〉） - 7作品
- L2 Love×Loop（アルト）
- 風色サーフ（コリン・グレイディーア）
- 機動戦士ガンダム戦記（アイロス・バーデ）
- キラ☆キラ 〜Rock'n'RollShow〜（村上）
- サモンナイトX 〜Tears Crown〜（ウィード）
- 真・翡翠の雫 緋色の欠片2（天野亮司）
- スキップ・ビート!（椹武憲）
- スターオーシャン4 -THE LAST HOPE-（クロウ・F・アルメディオ、ライアス・ウォーレン、ガブリエ・セレスタ）
- ティアーズ・トゥ・ティアラ外伝 -アヴァロンの謎-（ガイウス）
- テイルズ オブ バーサス（リヒター・アーベント）
- 鋼の錬金術師 FULLMETAL ALCHEMIST 暁の王子（ヴァトー・ファルマン）
- 鋼の錬金術師 FULLMETAL ALCHEMIST 黄昏の少女（ヴァトー・ファルマン）
- 遙かなる時空の中で 夢浮橋 Special（平知盛、銀）
- 遙かなる時空の中で3 with 十六夜記　愛蔵版（平知盛、銀）
- リーナのアトリエ 〜シュトラールの錬金術士〜（ボリス・マクレー）

2010年
- ef - a fairy tale of the two.（久瀬修一）
- ガンダムアサルトサヴァイブ（パトリック・コーラサワー）
- スターオーシャン4 -THE LAST HOPE- INTERNATIONAL（クロウ・F・アルメディオ、ライアス・ウォーレン、ガブリエ・セレスタ）
- スーパーストリートファイターIV（ディージェイ）
- スプリンターセル コンヴィクション
- 戦国大戦 -1560 尾張の風雲児-（R丹羽長秀、R内藤昌豊、R斎藤朝信〈鍾馗の銃弾〉）
- TAKUYO Mix Box 〜ファーストアニバーサリー〜（速水尚仁）
- 東京鬼祓師 鴉乃杜學園奇譚（雉明零）
- トトリのアトリエ 〜アーランドの錬金術士2〜（グイード・ヘルモルト）
- 遙かなる時空の中で4 愛蔵版（リブ）
- BLUE ROSES 〜妖精と青い瞳の戦士たち〜（ジャック）
- ONE PIECE ギガントバトル!（イナズマ）
- ONE PIECE ワンピーベリーマッチW（イナズマ）

2011年
- キャサリン（トッド・ボズマン）
- 戦国大戦 -1570 魔王 上洛す-（R蒲生氏郷、R徳川家康、R土橋守重、陸奥辰巳）
- 第2次スーパーロボット大戦Z 破界篇 / 再世篇（2011年 - 2012年、パトリック・コーラサワー） - 2作品
- テイルズ オブ ザ ワールド レディアント マイソロジー3（リヒター・アーベント、ヒーローボイス）
- ブラック★ロックシューター THE GAME（ロスコル・シェパード）
- WHITE ALBUM2 -closing chapter-（浜田 和紀）
- 無双OROCHI 2（素戔嗚）
- ONE PIECE ギガントバトル! 2 新世界（イナズマ）
- ONE PIECE ワンピーベリーマッチW（キラー）

2012年
- アーメン・ノワール portable（アルコル）
- 鬼武者Soul（みのおやじ、毛利元就、島津貴久 他）
- カースド クルセイド（フランドル伯ボードゥアン）
- 黒子のバスケ キセキの試合（木吉鉄平）
- 十三支演義 〜偃月三国伝〜（公孫賛）
- 戦国大戦 -15XX 五畿七道の雄-（北条綱成、SS古田織部）
- 十鬼の絆 〜関ヶ原奇譚〜（石田三成）
- ファイアーエムブレム 覚醒（グレゴ、レンハ）
- WHITE ALBUM2 幸せの向こう側（浜田 和紀）
- Borderlands 2（クリーグ）
- 無双OROCHI2 Special（素戔嗚）
- 無双OROCHI2 Hyper（素戔嗚）
- 龍が如く5 夢、叶えし者（八幡）

2013年
- 圧倒的遊戯 ムゲンソウルズZ（バートラム）
- 裏語 薄桜鬼（山縣有朋）
- サモンナイト5（アトシュ）
- ガイストクラッシャー（ダーナイト）
- スーパーロボット大戦UX（パトリック・マネキン）
- Dead Island: Riptide（ジョン・モーガン）
- テイルズ オブ シンフォニア ユニゾナントパック（リヒター・アーベント）
- 十鬼の絆 花結綴り（石田三成）
- NORN9 ノルン+ノネット（謎の男 / 結賀史狼）
- マブラヴ オルタネイティヴ トータル・イクリプス（ヴァレリオ・ジアコーザ少尉）
- 無双OROCHI2 Ultimate（素戔嗚）

2014年
- 裏語 薄桜鬼 〜暁の調べ〜（山縣有朋）
- ウルトラストリートファイターIV（ディージェイ）
- 機動戦士ガンダム エクストリームバーサス（2014年 - 2016年、パトリック・コーラサワー） - 3作品
- グランブルーファンタジー（2014年 - 2023年、ヘイゼン）
- クローバー図書館の住人たち（樒）
- 黒子のバスケ 勝利へのキセキ（木吉鉄平）
- スーパーヒーロージェネレーション（仮面ライダーポセイドン）
- 第3次スーパーロボット大戦Z 時獄篇 / 天獄篇（2014年 - 2015年、パトリック・マネキン） - 2作品
- NORN9 VAR COMMONS（史狼）
- BLACK CODE ブラック・コード（アスタロト＝リベルト）
- 魔都紅色幽撃隊（山河虎次郎、華山梅）
- 龍が如く 維新!（谷三十郎）
- ONE PIECE 超グランドバトル! X（キラー）
- Destiny（ザヴァラ司令官）

2015年
- ヴァリアントナイツ（オルベロン）
- クローバー図書館の住人たちII（樒）
- 黒子のバスケ 未来へのキズナ（木吉鉄平）
- スーパーロボット大戦BX（パトリック・マネキン）
- 戦魂-SENTAMA-（島左近）
- 刀剣乱舞-ONLINE-（御手杵）
- NORN9 LAST ERA（結賀史狼）
- ファイアーエムブレムif（アサマ、ナハト）
- ファイナルファンタジーXIV: 蒼天のイシュガルド（エスティニアン）
- 夢王国と眠れる100人の王子様（キャピタ）
- ONE PIECE ワンピースキングス（キラー）

2016年
- Collar×Malice（緒方智樹）
- 消滅都市2（ガーヴァン）
- スターオーシャン:アナムネシス（ロニキス・J・ケニー、クロウ・F・アルメディオ）
- チェインクロニクル（ダスク）
- ヤマトクロニクル創世（羽柴秀吉）

2017年
- ウルトラストリートファイターII -The Final Challengers-（ディージェイ）
- クイズRPG 魔法使いと黒猫のウィズ（ブルーノ・シャルルリエ）
- スーパーロボット大戦V（パトリック・マネキン）
- 遙かなる時空の中で3 Ultimate（平知盛、銀）
- ファイアーエムブレム ヒーローズ（2017年 - 2023年、アサマ、ムスタファー、キルロイ、レンハ、グレゴ）
- ファイナルファンタジーXIV 紅蓮のリベレーター（コンラッド）
- ラジアントヒストリア パーフェクトクロノロジー（セルバン）
- スターオーシャン4 -THE LAST HOPE- 4K & Full HD Remaster（クロウ・F・アルメディオ、ライアス・ウォーレン、ガブリエ・セレスタ）
- Destiny 2（ザヴァラ司令官）

2018年
- Collar×Malice -Unlimited-（緒方智樹）
- Shadowverse（ウィンドプリースト・ヘイゼン、大商人）
- 真・三國無双8（荀攸）
- 千銃士（レオポルト）
- Far Cry 5（ニック・ライ）
- フォルティッシモ（藤咲一葉）
- 無双OROCHI 3（素戔嗚）
- 名探偵ピカチュウ（ブラッド・マクマスター）
- うたわれるもの斬 / 2（2018年 - 2021年、デコポンポ〈一部代役〉） - 2作品

2019年
- ガールフレンド（仮）（悪ショコラ男）
- グランドチェイス -次元の追跡者-（アルサード）
- ファイアーエムブレム 風花雪月（ハンネマン＝フォン＝エッサー）
- スーパーロボット大戦DD（2019年 - 2024年、パトリック・コーラサワー）
- AI: ソムニウム ファイル（沖浦連珠）
- ライザのアトリエ 〜常闇の女王と秘密の隠れ家〜（ルベルト・バレンツ）
- スターオーシャン1 First Departure R（ロニキス・J・ケニー）
- HUNTER×HUNTER グリードアドベンチャー（バラ）

2020年
- テイルズ オブ ザ レイズ（リヒター・アーベント）
- ジョジョのピタパタポップ（片桐安十郎）
- キャプテン翼 RISE OF NEW CHAMPIONS（セネガル監督）
- ONE PIECE 海賊無双4（キラー） - DLC追加キャラクター

2021年
- World of Demons - 百鬼魔道（熊童子）
- 戦国無双5（武田信玄）
- LOST JUDGMENT 裁かれざる記憶（阿久津大夢）
- 真・女神転生V
- 真・三國無双8　Empires（荀攸）

2022年
- レゴ スター・ウォーズ：スカイウォーカー・サーガ
- ファイアーエムブレム無双 風花雪月（ハンネマン＝フォン＝エッサー）
- 鋼の錬金術師 MOBILE（ヴァトー・ファルマン）
- 機動戦士ガンダム アーセナルベース（パトリック・コーラサワー）
- ソウルハッカーズ2（レイブン）

2023年
- ストリートファイター6（ディージェイ）
- 帰ってきた 名探偵ピカチュウ（ブラッド・マクマスター）
- STAR OCEAN THE SECOND STORY R（ロニキス・J・ケニー、メタトロン）

2024年
- ユニコーンオーバーロード（コーム）
- 泡沫のユークロニア（朧）
- UFOロボ グレンダイザー たとえ我が命つきるとも（ゴーマン大尉） - 日本語版
- ゼンレスゾーンゼロ（ベン・ビガー）
- メタファー:リファンタジオ（バードン）

2025年
- 真・三國無双 ORIGINS（荀攸）
- モンスターストライク（オルテガ）
- 魔女ガミ－The Witch of Luludidea－（シオリ）

### ドラマCD
- アークザラッドII 炎のエルク（警官A）
- Re:バカは世界を救えるか?（朱里矜持）
- 赤毛のアン（マシュウ・カスバート）
- Under the Moon ドラマCD「つきいろカレンダー」（??? / ゼロ）
- イケメン☆アルバム　Vol.2 club AAA編（真緒）
- いじわる My Master ドラマCD 「いつか巡り合うために」（リュカ）
- 英国妖異譚4 終わりなきドルイドの誓約（マーロウ）
- おねがい☆ツインズ MEMORIAL BOX 初回特典ドラマCD「おねがい☆チュータ」（斉藤壕、ジョニー）
- オレンジハニー シリーズ（白石真人）
  - ボクキミ☆I LOVE YOU!!
  - オレンジハニー Graduation〜サヨナラ大好きなキミ
  - オレンジハニー 不器用な僕らとイタズラな雨
- キューティクル探偵因幡（蔵見虎泰）
- 宮廷神官物語 〜選ばれし瞳の少年〜（赤烏）
- 九龍妖魔學園紀 Vol.1・2（皆守甲太郎）
- ククロセアトロ 悠久の瞳 ラジオドラマCD（アサシン）
- グリーングリーンシリーズ（天神泰三）
- 江〜戦姫〜（徳川秀忠）
- ゴーストハント〜忘れられた子どもたち〜 前編・後編（滝川法生）
- KONOHANA:TrueReport ドラマCD（野々村茂雄）
- PSYCHO-PASS サイコパス/ゼロ 名前のない怪物 上巻（霜村正和[157]）
- 静かなるドン（長州会会長）
- 世界樹の迷宮（アラン）
- 07-GHOST シリーズ（ヒュウガ）
  - 07-GHOST 神様に届く恋文
  - 07-GHOST〜第7区〜
  - 07-GHOST〜ミカエル〜
  - アニメ 07-GHOST ドラマCD 第1・2巻
- テイルズ オブ レジェンディア voice of character quest 1・2（マスクドS）
- デュアル!ぱられルンルン物語（四加正樹）
- 電波教師（七海征十郎）※単行本12巻限定版付属ドラマCD
- 東京騎士王国 シリーズ（フェウレス）
  - 東京騎士王国 2 〜ホーリー・バラード〜
  - 東京騎士王国 3 〜スウィート・ガーデン〜
- 東京鬼祓師 鴉乃杜學園奇譚シリーズ（雉明零）
- 特殊戦闘員育成機関 ヒーローアカデミーJ（大門勇吉）
- 奈落の城 一柳和、2度目の受難ドラマCD 一柳和、混迷の序章（ディートリヒ・ケステン）
- 伯爵カインシリーズ カフカ
- 伯爵家御用達（猪岡トオル）
- 遙かなる時空の中でシリーズ
  - 遙かなる時空の中で3（平知盛、銀）
    - 遙かなる時空の中で3 薄月夜ニ 〜黄昏の章〜
    - 遙かなる時空の中で3十六夜記 月のしずく
    - 遙かなる時空の中で3 花月の宵
    - 遙かなる時空の中で3 雪待月
    - 遙かなる時空の中で3 朧月夜
    - 遙かなる時空の中で3 紅の月 第二夜
    - 遙かなる時空の中で3 紅の月 ヴォーカル・コレクション
    - 遙かなる時空の中で2&3 キャラクターコレクション 5 天の青龍
    - 遙かなる時空の中で2&3 キャラクターコレクション 9 特別編
    - 遙かなる時空の中で1&2&3 花祭
    - 遙かなる時空の中で3 with 十六夜記 愛蔵版 〜東雲月〜

  - 遙かなる時空の中で4（リブ）
    - 遙かなる時空の中で4 〜朝露の書〜
    - 遙かなる時空の中で4 〜瑞穂の国〜
- VAMPIRE MASTER ダーククリムゾン
- ピクシーガーデン
- 翡翠の雫 緋色の欠片2 シリーズ（天野亮司）
  - 翡翠の雫 緋色の欠片2 キャラクターソングシリーズ Vol.1 重森晶&高千穂陸
  - 翡翠の雫 緋色の欠片2 ドラマCD 惑わしの洞窟
  - 翡翠の雫 緋色の欠片2 ドラマCD Vol.2 幻魔の罠
  - 真・翡翠の雫 緋色の欠片2 ドラマCD 黄泉渡り
- 陽だまりのピニュ（大杜応援団長）
- ひめひび -Princess Days- ドラマCD Prince Days -とある王子様たちの慌ただしい日-（速水尚仁）
- フルハウスキス〜サマー・ヴァケーション〜（千堂亮）
- ドラマCD「ペルソナ」（城戸玲司）
- MAUSU THEATER
- マジナ! voice-MIX Vol.3 〜フローライト〜（佐久間寿斗）
- 魔法少女リリカルなのはINNOCENT サウンドステージ（グランツ・フローリアン）
- マリア様がみてる 長き夜の（福沢祐一郎）
- 46番目の密室（真壁聖一）
- RAGNAROK 灰色の使者（執事）
- 烈風の騎士姫（バッカス）
- 勇星戦隊☆ジンレンジャー（緑山靖久）（コミックマーケット84とメロンブックスにて販売）
- 恋した人は、妹の代わりに死んでくれと言った。（サルティス）[158]

### BLCD
- 愛と欲望は学園で3（ガイル）
- 愛欲トラップ（梶浦尚之）
- アキハバラフォーリンラブ（秋庭悟）
- 一寸枕草紙（家来A、王様）
- WEST END3（男A）
- YEBISUセレブリティーズ シリーズ
  - YEBISUセレブリティーズ4（竜也の義父）
  - YEBISUセレブリティーズ PREMIO（喜多村慧）
  - YEBISUセレブリティーズ Grand Finale（ケイ）
- 小山兄弟 シリーズ（小山虎二）
  - 恋まで百輪
  - 悪人を泣かせる方法
  - 悪だくみにも花はふる
  - 番外編「恋の先まで」フィフスアベニュー通信販売限定発売
- 子供（ガキ）の領分7 怪物君（モンスター）パニック（中原）
- 君こそ僕の絶対（高城優弥）
- 君も知らない邪恋の果てに（山藤）
- くびすじにkiss〜香港夜曲〜（華）
- 恋泥棒を捜せ!（倉重）
- 恋はあせらず限定版ミニドラマCD付（草間）
- 恋を知る日（大田国彦）
- 公使閣下の秘密外交（白石智宏）
- 公僕の恋（寺島圭介）
- 傲慢な龍のしもべ（呉）
- 極道シリーズ（木崎直道）
  - 極道はスーツがお好き
  - 極道はスーツを引き裂く
  - 極道はスーツに刻印する
- サウダージ 前編・後編（レオン・カナレス・セラーノ）
- ジャジャ馬ならし（寮生A）
- JUNK!BOYS 〜シンデレラを探せ!〜（立野一樹）
- 世界のすべてが敵だとしても（柴時雄）
- そのくちびるで惑わせて 虜にさせるキスをしよう2（九條）
- 抱きしめても怒りませんか?（和泉、森田先生）
- 囚われの楽園で王子（きみ）と（シャイール）
- 奴隷シリーズ（花月・ヘミングウェイ）
  - 奴隷シリーズ2 あいつはキチクな俺の奴隷
  - 奴隷シリーズ3 きみは僕の恋の奴隷
  - 奴隷シリーズ番外編 Sでごめんね
  - 奴隷シリーズオリジナルドラマCD みんなやっぱり恋の奴隷
  - 奴隷シリーズ 連動購入特典座談会CD
- 二重螺旋 シリーズ（加々美蓮司）
  - 愛情鎖縛 二重螺旋2
  - 攣哀感情 二重螺旋3
  - 情愛のベクトル 二重螺旋番外編（全員サービスミニドラマCD）
  - 相思喪曖 二重螺旋4
  - 深想心理 二重螺旋5
  - オリジナル・ドラマCD 「二重螺旋」番外編「スタンド・イン」
- 蜜的男子（ハニーボーイズ）スパイラル（上月司）
- パラダイスへおいでよ!（神谷玲司）
- between the sheetsシリーズ（一瀬）
  - between the sheets
  - Cheri+ (シェリプラス) vol.11 2014年 02月号 特別付録「between the sheets」ミニドラマCD
- BRONZE-ZETSUAI since 1989 vol.2（本田）
- 摩天楼に抱かれて（夏目伊智朗）
- 真昼の月シリーズ（神崎秀一）
- 魅惑ノリンゴ（林悟）
- 野球天国（服部）
- 略奪せよシリーズ（ゼクサス・オーウェン）
  - 略奪せよ
  - 君臨せよ

### 吹き替え

#### 担当俳優
ジョナサン・リース＝マイヤーズ
- フラッシュバック（アラン）
- ミッシング・ハイウェイ（ファーザー）
- 私は「うつ依存症」の女（ノア）

ポール・ラッド
- 寝取られ男のラブ♂バカンス（チャック）
- 無ケーカクの命中男/ノックトアップ（ピート）
- 40歳からの家族ケーカク（ピート）
- 40歳の童貞男（デビッド）

#### 映画
- アート・オブ・ウォー ※DVD・ビデオ版
- アヴァロン（プレイヤーB）
- アメリカン・パイ（チャック・シャーマン〈クリス・オーウェン〉）
- アメリカン・サマー・ストーリー（チャック・シャーマン〈クリス・オーウェン〉）
- アルマゲドン（マロイ）※ソフト版
- 暗殺の瞬間
- アンドリューNDR114（ロイド・チャーニー〈ブラッドリー・ウィットフォード〉）※ソフト版
- ウェイキング・ライフ（ベッドの中の男 / ジェシー）
- 宇宙戦争
- エネミー・オブ・アメリカ（ジェイミー・ウィリアムズ〈ジェイミー・ケネディ〉）※フジテレビ版
- オーヴァーロード（ルイス・フォード伍長〈ワイアット・ラッセル〉）※海外版ソフト
- オデッセイ（クリス・ベック博士〈セバスチャン・スタン〉）
- カサブランカ
- ガルフ・ウォー（クリス）
- Kissingジェシカ（グレッグ〈マイケル・イーリー〉）
- ギャングバスターズ（ブリック・ウーディ〈クレイン・クロフォード〉）
- キューティ・ブロンド（ワーナー・ハンティントン〈マシュー・デイビス〉）※日本テレビ版
- キューティ・ブロンド3（パパ〈クリストファー・カズンズ〉）
- キリング・ミー・ソフトリー ※テレビ東京版
- グランド・ブダペスト・ホテル（ドミトリー〈エイドリアン・ブロディ〉、若き日の作家〈ジュード・ロウ〉）
- クリスティーナの好きなコト（エディ）
- g:mt グリニッジ・ミーン・タイム（リックス〈キウェテル・イジョフォー〉）
- コール
- コヨーテ・アグリー
- THE GREY 凍える太陽（ディアス〈フランク・グリロ〉）
- ザ・スカルズ/髑髏の誓い（ウィル・ベックフォード〈ヒル・ハーパー〉）
- サスペクト 哀しき容疑者（チ・ドンチョル〈コン・ユ〉）
- 60セカンズ（TJ）※ソフト版
- シャドウ・オブ・ブロンド（ロビー〈トム・ジェニングス〉）
- ジャンヌ・ダルク ※日本テレビ版
- 少林サッカー（若い頃のハン）※日本公開バージョン
- 処刑人（チャフィ）
- スウィート ヒアアフター
- スウィーニー・トッド（牧師）
- スターリングラード※日本テレビ版
- 聖なる嘘つき（プロイス〈ユストゥス・フォン・ドホナーニ〉）
- セルフレス/覚醒した記憶（若いダミアン / マーク〈ライアン・レイノルズ〉）
- ソードフィッシュ※ソフト版
- ソムニア -悪夢の少年-（マーク〈トーマス・ジェーン〉）
- ダイアナ（フレーザー〈ダニエル・ピリー〉）
- タイガーランド（バーンズ）
- 007 ゴールデンアイ（チャック・ファレル提督）※テレビ朝日版
- チルファクター
- 沈黙の激突
- デッドプール（フランシス / エイジャックス〈エド・スクライン〉[159]）
- デッドベイビーズ（アンディ〈クリスチャン・ソリメノ〉）
- ドクター・ドリトル2（エリック）※テレビ東京版
- トラックス
- ドラムライン（デヴォン〈ニック・キャノン〉）
- トランスポーター
- 200本のたばこ（エルヴィス・コステロ〈本人〉）
- ノース・ウォリアーズ 魔境の戦い（アスビョルン〈トム・ホッパー〉）
- ノック・オフ ※テレビ版
- ノンストップ・ガール（T・ボー〈マーク・ラファロ〉）
- ハードキャンディ ※ビデオ版
- バレンタイン
- ピースキーパー ※テレビ朝日版
- ビリー's GUN & FIGHT!（ウェルドン）
- ピンクパンサー（ビズ）
- 不思議の国のアリス（ハートのジャック）
- フライト・オブ・フェニックス
- プライベート・ライアン（ジョー）※ソフト版
- ブラザーズ・ブルーム（ブルーム〈エイドリアン・ブロディ〉）
- ブラック・キャデラック（スコット〈シェーン・ジョンソン〉）
- ブリグズビー・ベア（グレッグ・ポープ〈マット・ウォルシュ〉）
- ブレアウィッチ2
- フロム・ダスク・ティル・ドーン2 ※ビデオ版
- ペイバック ※テレビ朝日版
- ベルベット・ゴールドマイン（フレディ）
- ボーダーランズ（クリーグ〈フロリアン・ムンテアヌ〉[160]）
- ポセイドン（マルコ・バレンタイン〈フレディ・ロドリゲス〉）
- マーシャル・ロー（スワット2）
- マグノリア（トッド）
- マン・ダウン 戦士の約束（デビン・ロバーツ〈ジェイ・コートニー〉）
- ムード・インディゴ うたかたの日々（ニコラ〈オマール・シー〉）
- モンスターズ（ラッセル〈カイル・イングルマン〉）
- 屋根裏のエイリアン（ジェイク・ピアソン〈オースティン・バトラー〉）
- U-571 ※2003年テレビ朝日版
- ユニバーサル・ソルジャーIII（チャールズ・クリフトン、ヨン・ソン）
- 楊家将〜烈士七兄弟の伝説〜（楊延安〈ヴィック・チョウ〉）
- ライフ・イズ・ミラクル（ミロシュ）
- リターンド・ソルジャー 正義執行人（サーシャ〈ビクター・ウェブスター〉）
- リベラ・メ
- リミットレス（エディ・モーラ〈ブラッドリー・クーパー〉）
- ルール2（ロブ）
- ルール3（ブレット・バンパース〈マイケル・ウェストン〉）
- ロープ（ブランドン・ショー〈ジョン・ドール〉）※BD版
- ロッタちゃんと赤いじてんしゃ
- ロミオ・マスト・ダイ ※DVD・ビデオ版
- 私の婚活恋愛術（パオロ〈オーランド・ブルーム〉）
- ワン・ナイト・スタンド（ネイサン）

#### ドラマ
- アーロン・ストーン
- iCarly
- ER緊急救命室
  - シーズン4 #20（スティーブンソン〈マーク・ダコタ・ロビンソン〉）
  - シーズン9 #10（ワッツ〈マイク・コルター〉）
- イリュージョン（オクタビオ）
- インスティンクト -異常犯罪捜査-（ジュリアン・カズンズ〈ナヴィーン・アンドリュース〉）
- ウィッチャー（カヒル〈エイモン・ファーレン〉）
- NCIS:LA 〜極秘潜入捜査班 シーズン5 #17（ジョン・ストーンATF捜査官〈デレク・ウェブスター〉）
- LAX（トニー・マグリア〈ポール・ライデン〉）
- エレメンタリー2 ホームズ&ワトソン in NY #17（ゴードン・クッシング〈ジェレミー・デヴィッドソン〉）
- オータム・イン・マイ・ハート 〜秋の童話〜
- 王女ピョンガン 月が浮かぶ川（サ・ウナム〈チョン・ウク〉[161]）
- 女刑事マーチェラ（ジェイソン・バックランド〈ニコラス・ピノック〉）
- カシミアマフィア
- クリミナル・マインド2 FBI行動分析課 #18（イーサン）
- グレイズ・アナトミー5 #9
- 刑事ナッシュ・ブリッジス
- ザッツ・ライフ- リディアの人生ゲーム（ポール・デ・ルッカ）
- サブリナ
- ザ・ホワイトハウス
- 三国志演義（魏延）
- CSI:ニューヨーク #5
- シー・ハルク:ザ・アトーニー（ドニー・ブレイズ）
- シャーロック・ホームズの冒険「入院患者」（DVD版）（パーシー・トレベリアン医師）
- 笑傲江湖（方生）
- 新・イヴのすべて〜愛とキャリアを賭けた女たち〜（チェン・イープ）
- SUITS/スーツ シーズン2 #12（トレント・デヴォン〈ジョン・フォスター〉）
- スピン・シティ（ジェームス・ホバート）
- スタートレック:ヴォイジャー
- スタートレック:エンタープライズ（トラヴィス・メイウェザー〈アンソニー・モンゴメリー〉）
- セックス・アンド・ザ・シティ #73,#80
- ダークエンジェル（ザック〈ウィリアム・グレゴリー・リー〉）※DVD版
- 24 -TWENTY FOUR- シーズン1
- 24 -TWENTY FOUR- シーズン8
- ディープ・シー20000（ピエール〈パトリック・デンプシー〉）※ビデオ版
- トゥルー・コーリング
- PERSON of INTEREST 犯罪予知ユニット シーズン4 #7（トマス・コロア〈エイドリアン・ベラニ〉）
- バビロン5
- HAWAII FIVE-0 シーズン4（ハンク・アイオナ〈バイロン・マン〉）
- ハント・フォー・キラー 狂気の呼び声（エリク〈ホーカン・ベングトソン〉[162]）
- 冬のソナタ
- フランク、アイルランドのダメ男。（ピーター＝ブライアン〈トム・ヴォーン＝ローラー〉[163]）
- ヘチ 王座への道（タルムン〈パク・フン〉[164]）
- ヘリコップ（トーボルト）
- ボディ・オブ・プルーフ2 死体の証言（トム・パーカー）
- マードック・ミステリー 〜刑事マードックの捜査ファイル〜 #20（ロバート・ペリー）
- Marvel デアデビル（ジェームズ・ウェスリー〈トビー・レナード・ムーア〉）
- マイ・スイート・メモリーズ
- 名探偵ポワロ 三幕の殺人（オリバー〈トム・ウィズダム〉）
- メンタリスト シーズン5 #5　（キム）
- 愉快なシーバー家

#### アニメ
- キックオフ2002（コーチ）
- ケチャップ（バンドマン）
- ザ・バットマン（ルーモア）
- CYBERSIX（テクノ）
- スター・ウォーズ: バッド・バッチ（ローランド・デュランド）
- 魔道祖師（江楓眠[165]）
- リセス 〜ぼくらの休み時間〜
- フェ〜レンザイ -神さまの日常-（2023年、ネンジュウ）

#### テレビ番組
- ボンダイビーチ動物病院（クリス・ブラウン）

### 特撮
- 特捜戦隊デカレンジャー（2005年、テリーXの声）
- 轟轟戦隊ボウケンジャー（2006年、ヒョウガの声）
- 炎神戦隊ゴーオンジャー（2008年、炎神ガンパードの声）
- 炎神戦隊ゴーオンジャー BUNBUN!BANBAN!劇場BANG!!（2008年、炎神ガンパードの声）
- 炎神戦隊ゴーオンジャーVSゲキレンジャー（2009年、炎神ガンパードの声）
- 仮面ライダー×仮面ライダー オーズ&ダブル feat.スカル MOVIE大戦CORE（2010年、恐竜グリードの声）
- 侍戦隊シンケンジャーVSゴーオンジャー 銀幕BANG!!（2010年、炎神ガンパードの声）
- 仮面ライダー×仮面ライダー フォーゼ&オーズ MOVIE大戦MEGA MAX（2011年、仮面ライダーポセイドンの声）
- 非公認戦隊アキバレンジャー（2012年、渋谷セイタカアワダチソウヒゲナガアブラムシの声、渋谷コウゾリナヒゲナガアブラムシの声）
- 烈車戦隊トッキュウジャー（2014年、ハンコシャドーの声）
- 手裏剣戦隊ニンニンジャー（2015年、忍者クロアリの声）
- 宇宙戦隊キュウレンジャー（2017年、サザンキングの声）
- 炎神戦隊ゴーオンジャー 10 YEARS GRANDPRIX（2018年、炎神ガンパードの声[166]）
- ナンバーワン戦隊ゴジュウジャー（2025年、ミステリーノーワンの声[167]）

### ナレーション
- ジャパンケーブルネット け〜ぶるノススメ
- 428 PREMIUM FAM DISC　プレミアムDVD収録「CANAAN御法川レポート 201X年上海」（アニメ版「御法川 実」として）
- リスアニ!TV
- 放送開始直前特番!山田くんと7人の魔女と7つの秘密

### ボイスオーバー
- アルプス トレッキング紀行 イタリア 心映す白銀の峰（山岳ガイド）

### ラジオ
- 東京魔人學園放送部（Webラジオ 2009年5月）

### ラジオドラマ
- 機神大戦ギガンティック・フォーミュラ B@B（柳澤矢七）

### デジタルコミック
- Flex Comix 吸血姫（神威碧惟）
- VOMIC 終わりのセラフ（一瀬グレン[168]）
- VOMIC 血界戦線（スティーブン・A・スターフェイズ[169]）
- VOMIC スティール・ボール・ラン（ジャイロ・ツェペリ[170]）

### CD
- アルスラーン戦記 妖雲群行（ハリム）
- 石田彰・岸祐二の五番街で逢いましょう 第2期シリーズ 3rd street
- 月刊男前図鑑 ワルい男編 黒盤（ギャンブラー）
- DJCD 07-GHOST the world vol.2・3（ゲスト）
- ソレスタルステーション00 GN粒子最大散布スペシャルCD 第1・2巻（ゲスト）
  - DJCD 機動戦士ガンダム00 ソレスタルステーション00R
- honeybee 羊でおやすみシリーズ Vol.18 「明日はもっと輝く君になるように」
- ヒーローアカデミーJ 鈴村健一の放課後ラジオの放課後
- モモっとトーク・スペシャルCD モモっとトーク・スペシャルCD2
- モモっとトーク・ダイジェストCD 6 モモっとトーク・ホコホコCD
- RADIO DJCD BLEACH “B” STATION Fifth Season Vol.2

### その他コンテンツ
- グラディウス・ザ・スロット（ジュノー）
- 進研ゼミ小学講座（いけのカンがえる）（一部作品）
- Webコンテンツ
  - アメーバブログ 「すき☆こえ」
  - mixiアプリ 「the Actress 華麗なる女優たち」（ギルバート）
- ボイスドラマ なれる!SE（藤崎伊左次）
- オーディオブック 永遠の0（井崎源次郎）
- 実写
  - ライブビデオ ネオロマンス・アラモード2
  - ライブビデオ ネオロマンス・フェスタ 遙か十年祭
- ミュージカル
  - ドキドキ!プリキュア（王様の声）
  - ミュージカル黒執事〜NOAH'S ARK CIRCUS〜（ディーデリヒ〈声の出演〉）
- 朗読劇
  - SOUND THEATRE MUSIC CONCERT「さよならソルシエ」（フィンセント・ファン・ゴッホ）
  - 朗読と能で描く陰陽師と鬼の世界「幽玄朗読舞『KANAWA』」（安倍晴明）[171]
  - ネコたん！〜猫町怪異奇譚〜（サクタロー[172]）

## ディスコグラフィ

### キャラクターソング
| 発売日         | 商品名                               | 歌 | 楽曲                         | 備考                                                |
| -------------- | ------------------------------------ | --- | ---------------------------- | --------------------------------------------------- |
| 2016年11月23日 | 刀剣乱舞-花丸-歌詠集 其の四          | 陸奥守吉行（濱健人）、博多藤四郎（大須賀純）、山伏国広（櫻井トオル）、御手杵（浜田賢二）                                                                                               | 「お気楽珍道中」             | テレビアニメ『刀剣乱舞-花丸-』エンディングテーマ    |
| 2017年12月6日  | 『刀剣乱舞-花丸-』歌詠全集           | 花丸刀剣男士一同 | 「花丸◎日和！47振りver.」    | 劇場アニメ『刀剣乱舞-花丸- 〜幕間回想録〜』主題歌   |
| 2018年2月21日  | 続『刀剣乱舞-花丸-』歌詠集 其の七    | 大和守安定（市来光弘）、加州清光（増田俊樹）、大倶利伽羅（古川慎）、三日月宗近（鳥海浩輔）、博多藤四郎（大須賀純）、山伏国広（櫻井トオル）、御手杵（浜田賢二）、江雪左文字（佐藤拓也） | 「花丸印の日のもとで ver.7」 | テレビアニメ『続 刀剣乱舞-花丸-』オープニングテーマ |
| 2018年11月28日 | Noble Bullet 08 ハプスブルクグループ | レオポルト（浜田賢二） | 「toi,toi,toi」              | ゲーム『千銃士』関連曲                              |

### シリーズ一覧
1. ↑  『デュエル・マスターズ』（2002年 - 2003年）、『デュエル・マスターズ チャージ』（2004年 - 2006年）、『ゼロ デュエル・マスターズ』（2007年）、『デュエル・マスターズ ゼロ』（2007年 - 2008年）、『デュエル・マスターズ クロス』（2008年 - 2010年）、『デュエル・マスターズ クロスショック』（2010年）
2. ↑  第1期（2004年）、第4期『4thシーズン』（2009年）
3. ↑  『モンキーターン』、『モンキーターンV』
4. ↑  第1期（2005年）、第2期『II』（2006年）
5. ↑  第1期（2006年 - 2007年）、第4期『銀魂.』（2017年 - 2018年）
6. ↑  シーズン1（2006年）、シーズン2（2006年）
7. ↑  第1期『a tale of memories.』（2007年）、第2期『a tale of melodies.』（2008年）
8. ↑  ファーストシーズン（2007年 - 2008年）、セカンドシーズン（2008年 - 2009年）
9. ↑  第1シリーズ（2007年）、第2シリーズ『ショコラ！』（2008年）、第3シリーズ『フルール』（2009年）
10. ↑  『紅の月』（2007年12月28日）、『終わりなき運命』（2010年1月3日）
11. ↑  第1期（2008年）、第2期『鉄腕バーディー DECODE:02』（2009年）
12. ↑  第3期『三鼎』（2009年）、第4期『宵伽』（2017年）
13. ↑  第1期（2010年）、第2期『II』（2011年）
14. ↑  第1期（2010年 - 2011年）、第2期（2011年 - 2012年）、第3期（2013年）
15. ↑  第1期（2011年）、第2期『2』（2013年）、第3期『3』（2020年）
16. ↑  第1シリーズ（2012年）、第4シリーズ（2022年）
17. ↑  第1期（2012年）、第2期（2013年 - 2014年）、第3期（2015年）
18. ↑  1stシーズン（2015年 - 2016年）、2ndシーズン（2021年）、3rdシーズン（2021年）
19. ↑  第1期（2016年）、第2期『続 刀剣乱舞-花丸-』（2018年）
20. ↑  第3期『NEW GENERATION』（2017年）、第4期『GLORY LINE』（2018年）、第5期『LIMIT BREAK』（2022年）
21. ↑  第1期（2017年）、第2期『2』（2023年）
22. ↑  第1期（2018年）、第2期『II』（2024年）
23. ↑  Season 3 Part 2（2019年）、The Final Season Part 1（2021年）
24. ↑  『1st season』（2019年）、『2nd season』（2022年）
25. ↑  第1期（2020年）、第2期『みっくす！』（2021年）
26. ↑  第2期『弐ノ章』（2020年）、第3期『参ノ章』第1クール（2025年）
27. ↑  第2期第2部（2021年）、第3期（2024年）
28. ↑  第4期『-寄宿学校編-』（2024年）、第5期『緑の魔女編-』（2025年）
29. ↑  『鴨川デイズ』（2012年）[96]、『ピクチャードラマ』（2012年）、『旅立ちの日、鴨川』（2014年）
30. ↑  『WARS』（2009年）、『WORLD』『3D』（2011年）、『OVER WORLD』（2012年）、『GENESIS』（2016年）、『CROSSRAYS』（2019年）、『ETERNAL』（2025年）
31. ↑  『フルブースト PS3版』（2014年）、『マキシブースト』（2014年）、『マキシブースト ON』（2016年）

### ユニットメンバー
1. ↑  大和守安定（市来光弘）、加州清光（増田俊樹）、へし切長谷部（新垣樽助）、今剣（山下大輝）、前田藤四郎（入江玲於奈）、にっかり青江（間島淳司）、蜂須賀虎徹（興津和幸）、陸奥守吉行（濱健人）、鯰尾藤四郎（斉藤壮馬）、歌仙兼定（石川界人）、宗三左文字（泰勇気）、薬研藤四郎（山下誠一郎）、燭台切光忠（佐藤拓也）、五虎退（粕谷雄太）、山姥切国広（前野智昭）、獅子王（逢坂良太）、石切丸（高橋英則）、秋田藤四郎（山谷祥生）、乱藤四郎（山本和臣）、鳴狐（浅沼晋太郎）、愛染国俊（山下誠一郎）、同田貫正国（櫻井トオル）、鶴丸国永（斉藤壮馬）、平野藤四郎（浅利遼太）、骨喰藤四郎（鈴木裕斗）、厚藤四郎（山下大輝）、小夜左文字（村瀬歩）、鶯丸（柿原徹也）、堀川国広（榎木淳弥）、和泉守兼定（木村良平）、太郎太刀（泰勇気）、二郎太刀（宮下栄治）、大倶利伽羅（古川慎）、三日月宗近（鳥海浩輔）、博多藤四郎（大須賀純）、山伏国広（櫻井トオル）、御手杵（浜田賢二）、江雪左文字（佐藤拓也）、浦島虎徹（福島潤）、一期一振（田丸篤志）、蜻蛉切（櫻井トオル）、日本号（津田健次郎）、小狐丸（近藤隆）、岩融（宮下栄治）、蛍丸（井口祐一）、明石国行（浅利遼太）、長曽祢虎徹（新垣樽助）